# Amphilestes
Amphilestes is een geslacht van uitgestorven eutriconodonte zoogdieren uit het Midden-Jura van het Verenigd Koninkrijk. Het behoorde tot de eerste zoogdieren uit het Mesozoïcum die werden ontdekt.

## Ontdekking
Het eerste exemplaar van Amphilestes werd vóór 1764 samen met verschillende andere zoogdierkaken ontdekt in de Stonesfield Slate Quarry in Oxfordshire. Het duurde echter tot 1812 voordat rechtenstudent William John Broderip de kaken kocht van een oude steenwerker, en hij en zijn mentor - de beroemde paleontoloog William Buckland - herkenden ze als zoogdieren aan het feit dat de onderkaak slechts uit het dentarium bestond. In die tijd was er echter een consensus dat zulke oude lagen geen zoogdieren bevatten en Buckland was huiverig de ontdekking bekend te maken. Pas toen Georges Cuvier in 1818 ze bij een bezoek hun status als zoogdieren bevestigde, durfde Buckland er in 1823 over te publiceren, gevolgd door een beschrijving door Constant Prévost in 1824. Zijn interpretatie werd echter pas een generatie later algemeen aanvaard. Amphilestes broderipii werd in 1843 door Richard Owen oorspronkelijk als Amphitherium broderipii benoemd. De typesoort van Amphiterium is Amphitherium prevostii de Blainville 1838, een andere soort die onder de vondsten uit Oxford te onderscheiden valt. In 1871 benoemde Owen een apart en nieuw geslacht Amphilestes. De naam is kennelijk bedoeld als 'ambigue rover' aangezien Amphitherium 'ambigu zoogdier' betekent. Als naamgever wordt ook wel Richard Lydekker 1887 vermeld.

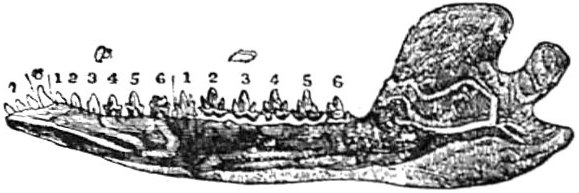
Reconstructie van het holotype

Het holotype, een linkeronderkaak, wordt nog steeds bewaard in het Yorkshire Museum maar heeft daar geen inventarisnummer. Verder is er nog een afgietsel, BMNH M2297, van een paar onderkaken uit Oxfordshire dat zelf verloren is gegaan.

## Beschrijving
Amphilestes is slechts bekend van de onderkaak die ongeveer vijfentwintig millimeter lang is. De tandformule van de onderkaak is 4:1:4:5. Het is niet zeker of er vier of drie voortanden zijn. Er zijn dus vier premolaren en vijf kiezen. De premolaren zijn symmetrisch en de kronen zien eruit als tricuspide kiezen, waarbij de centrale knobbel het grootst is in premolaren en kiezen, hoewel het grootteverschil bij de premolaren minder groot is. George Gaylord Simpson (1928, p. 71) merkte op dat de tanden van Amphilestes kunnen worden gediagnosticeerd omdat ze hoge en slanke molaire knobbels hebben, een molair cingulum dat onder de hoofdcuspi uitsteekt en molair glazuur zonder putjes. De premolaren hebben geen cingulum aan de binnenzijde. Er is vermoedelijk geen apart coronoïde of spleniale en ook geen trog achter de tandenrij.

## Fylogenie
Amphilestes is in een eigen Amphilestidae geplaatst, waarvan de status als natuurlijke groep echter onzeker is.